# Плака (Виченца)
Плака је насеље у Италији у округу Виченца, региону Венето.
Према процени из 2011. у насељу је живело 133 становника. Насеље се налази на надморској висини од 138 м.